# Corbeau de Tasmanie
Corvus tasmanicus
Espèce
Statut de conservation UICN

 LC  : Préoccupation mineure
Répartition géographique
Le Corbeau de Tasmanie (Corvus tasmanicus) est une espèce d'oiseaux de la famille des Corvidae. C'est le seul représentant du genre corvidé en Tasmanie.

## Description
C'est un oiseau de grande taille (50  à   52 cm de long). Il a un bec plus long et une queue plus courte que les autres espèces continentales.

## Répartition et habitat

### Sous-espèces
- C. t. boreus Rowley, I, 1970 — nod-est de la Nouvelle-Galles du Sud.
- C. t. tasmanicus Mathews, 1912 – État de Victoria et Tasmanie.

Le Corbeau de Rowley (Corvus tasmanicus boreus, parfois : Corvus boreus) est désormais considéré comme une sous-espèce du Corbeau de Tasmanie. Son nom commémore son descripteur, l'ornithologue australien Ian Cecil Robert Rowley. Il réside à travers un petit territoire des plateaux du nord-est de la Nouvelle-Galles du Sud.

### Habitat
Le corbeau de Tasmanie a un habitat très varié : bois, clairières, montagnes, bords de mer, campagne, villes et friches industrielles.

## Alimentation
Omnivore, il se nourrit de toutes sortes d'aliments : insectes, charognes, fruits, graines, vers de terre. Il peut tuer et dévorer des oiseaux aussi gros que la Mouette argentée (Larus novaehollandiae) en utilisant la ruse : faisant semblant de fouiller le sol, il s'en approche à courte distance pour pouvoir la tuer.

## Reproduction
Comme les autres corvidés australiens, il fait un nid de grosses branches au sommet des arbres.

## Cri
Un « korr-korr-korr-korr » avec une chute qui rappelle le corbeau d'Australie

## Liens photos
- Corbeau de Tasmanie
- Corbeau de Tasmanie
- Corbeau de Tasmanie